# Grasa
Grasa è il secondo album in studio della cantante argentina Nathy Peluso, pubblicato il 24 maggio 2024 dalle etichette discografiche Sony Music Latin e 5020 Records.

## Tracce
1. Corleone – 2:28 (testo: Natalia Peluso – musica: Natalia Peluso, Benjamin Alerhand, Manuel Lara)
2. Aprender a amar – 1:39 (testo: Natalia Peluso – musica: Natalia Peluso,  Alberto Escamez López, Pablo Drexler)
3. Real – 2:59 (testo: Natalia Peluso – musica: Natalia Peluso, Benjamin Alerhand, Manuel Lara)
4. Legendario – 3:04 (testo: Natalia Peluso, Manuel Lorente Freire – musica: Natalia Peluso, Benjamin Alerhand, Manuel Lara)
5. Escaleras de metal – 1:47 (testo: Natalia Peluso – musica: Natalia Peluso, Benjamin Alerhand, Manuel Lara)
6. Todo roto (con Ca7riel & Paco Amoroso) – 3:07 (testo: Natalia Peluso, Catriel Guerreiro, Ulises Guerreiro – musica: Natalia Peluso, Benjamin Alerhand, Manuel Lara)
7. No les creo nada - Skit (con C. Tangana) – 0:18 (Antón Álvarez Alfaro)
8. Envidia – 2:35 (testo: Natalia Peluso, Manuel Lorente Freire – musica: Natalia Peluso, Benjamin Alerhand, Manuel Lara)
9. Menina (con Lua de Santana) – 2:08 (testo: Natalia Peluso, Manuel Lorente Freire, Lua de Santana – musica: Natalia Peluso, Benjamin Alerhand, Manuel Lara)
10. Ideas radicales – 3:00 (testo: Natalia Peluso – musica: Natalia Peluso, Benjamin Alerhand, Manuel Lara)
11. Manhattan (con Duki) – 3:12 (testo: Natalia Peluso, Mauricio Ezequiel Lombardo – musica: Natalia Peluso, Didi Gutman)
12. El día que perdí mi juventud (con Blood Orange) – 2:48 (testo: Natalia Peluso – musica: Devonté Hynes)
13. La presa – 3:36 (testo: Natalia Peluso – musica: Natalia Peluso, Manuel Lara, Servando Primera, Yasmil Marrufo)
14. La mentira – 3:14 (testo: Natalia Peluso – musica: Natalia Peluso, Félix Lara, Luis Miguel Gómez Castaño)
15. Remedio – 3:15 (testo: Natalia Peluso – musica: Natalia Peluso, Didi Gutman, Rafa Arcaute)
16. Mamá – 3:27 (testo: Natalia Peluso – musica: Natalia Peluso, Didi Gutman)

## Classifiche
| Classifica (2024) | Posizione massima |
| ----------------- | ----------------- |
| Spagna            | 9                 |